# Joseph Perrin (homme politique, 1906-1971)
Pour les articles homonymes, voir Joseph Perrin et Perrin.
Joseph Perrin, né le 20 juillet 1906 à Lézigneux (Loire) et mort le 13 janvier 1971 à Paris, est un homme politique français.

## Biographie
Il est élu au Conseil de la République,,,.

## Distinctions
- Chevalier de la Légion d'honneur (1948)